# Maunsell Forts

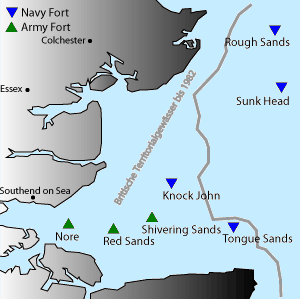
Die Positionen der Maunsell Forts vor der Themse-Mündung

Die Maunsell Forts oder Maunsell Sea Forts (deutsch Maunsell-Seefestungen) sind eine Gruppe künstlicher Plattformen und befestigter Türme, die während des Zweiten Weltkrieges vom britischen Militär vor der englischen Ostküste im flachen Gewässer der Flussmündungen der Themse und an der Westküste in der Mersey-Mündung (Liverpool Bay) errichtet wurden. Der Name erinnert an den Konstrukteur dieser Anlagen, den Bauingenieur  Guy Maunsell.
Nicht alle Festungen sind erhalten geblieben. Heute existieren nur noch Roughs Tower (Roughs Sands), Red Sands, Shivering Sands und Knock John.
Große Bekanntheit erlangte vor allem die Festung Roughs Tower, die von einer Gruppe um Paddy Roy Bates (1921–2012) besetzt gehalten wird, der sie 1967 übernommen und zum unabhängigen Fürstentum Sealand erklärt hat.

## Planung

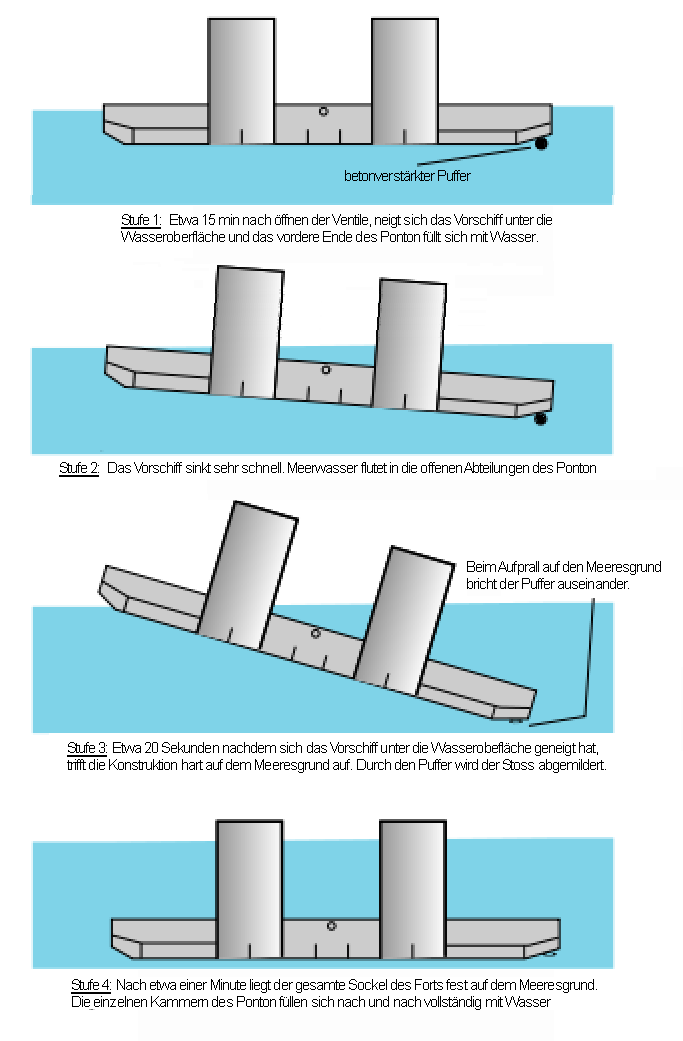
Die einzelnen Phasen beim Versenken eines Navy Forts

Der Architekt Guy Maunsell hatte schon sehr früh die Idee, Seefestungen zur Küstenverteidigung einzusetzen, und reichte der britischen Admiralität bereits zu Kriegsbeginn zahlreiche Entwürfe ein. Er erhielt jedoch erst im Oktober 1940 den Auftrag, konkrete Pläne zu einer neuartigen Seefestung zu entwerfen. Sie sollte sich in die Themsemündung schleppen und an gewünschter Position gezielt versenken lassen. Auf dem über die Wasseroberfläche hinausragenden Teil sollte eine dauerhafte Besatzung stationiert werden können, um die Südküste gegen See- und Luftangriffe zu schützen.
Der dazu von Maunsell erarbeitete Entwurf sah vor, einen schwimmfähigen Ponton als Basis zu verwenden und ihn mit Beton zu verstärken. Damit blieb die Konstruktion schwimmfähig. Am gewünschten Ziel sollte der Ponton dann mit Meerwasser geflutet werden, so dass die Konstruktion zum Meeresgrund absinkt. Der Beton würde dann den Stoß abmildern und gleichzeitig für eine feste Einbettung in den Meeresgrund sorgen. Die Pläne wurden aber zunächst nicht verwirklicht.
Erst mit dem deutschen Westfeldzug gegen die Niederlande, Belgien, Luxemburg und schließlich dem Erfolg gegen Frankreich kam die Admiralität auf Maunsell zurück. Vor allem nachdem dann auch deutsche Luftangriffe deutlich zunahmen und der bisherige Schutz der Schifffahrtsrouten verlustreich und nicht effektiv genug erschien, sollten permanente Abwehreinrichtungen installiert werden.
Die Arbeiten begannen zunächst unter der Bezeichnung Thames Estuary Special Defence Units (TESDU). Später bekamen die Konstruktionen dann den Codenamen Uncle (U) und wurden fortlaufend durchnummeriert. Ihre längeren Namen rühren von den Sandbänken her, auf denen die Forts platziert wurden, um die Standfestigkeit der Konstruktion und eine ausreichend geringe Wassertiefe zu gewährleisten.

## Maunsell Navy Forts

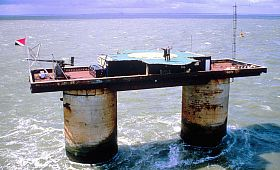
Roughs Tower (Sealand)

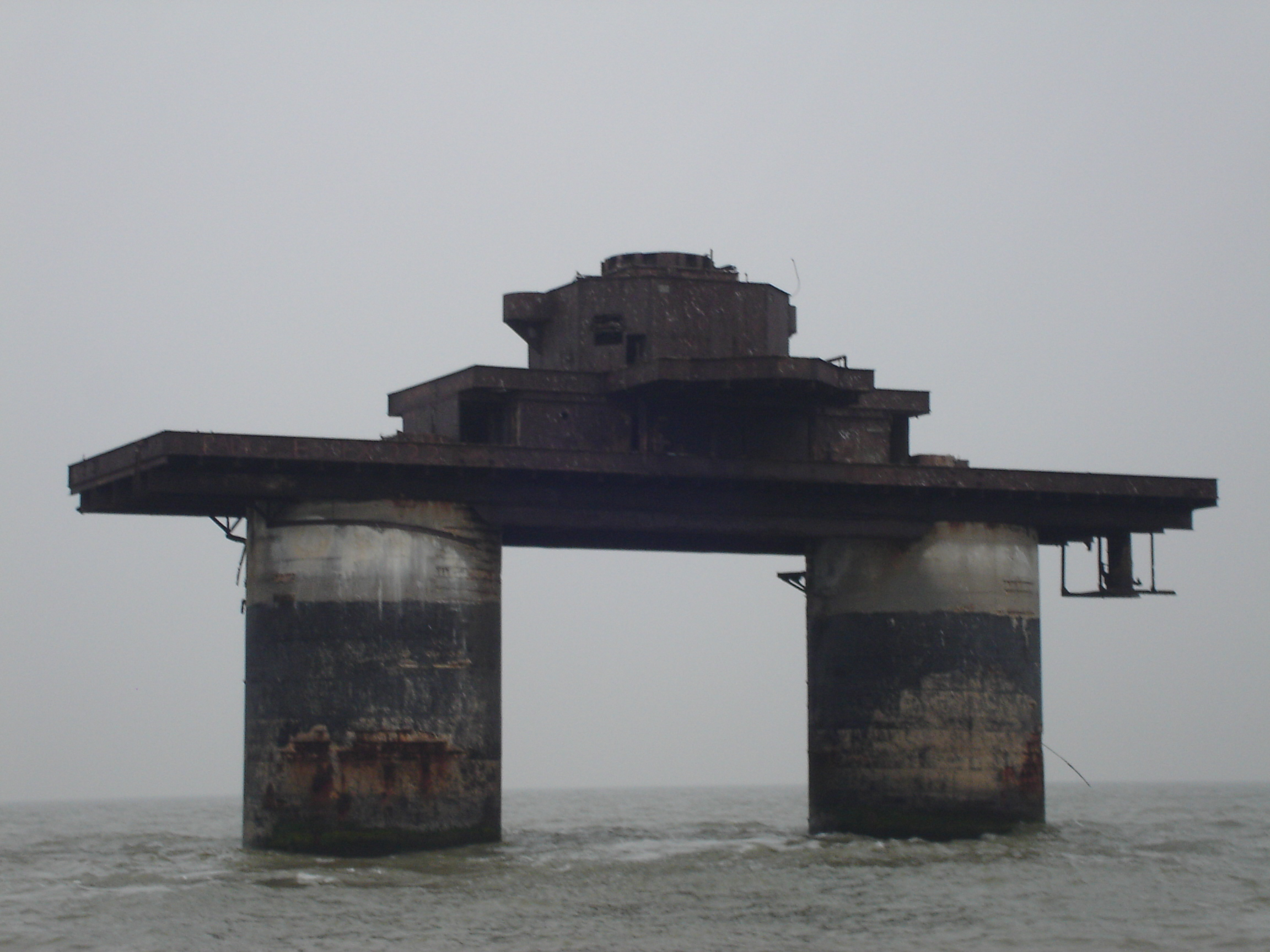
Knock John Tower

Maunsell erhielt einen Auftrag für den Entwurf von fünf Verteidigungsplattformen für die Royal Navy. Sie sollten den ersten Plänen ähnlich, jedoch zusätzlich mit schweren Geschützen versehen werden und die Unterbringung von 100 Mann Besatzung mit Vorräten für mehr als einen Monat ermöglichen. Ihre Aufgabe bestand darin, die deutsche Luftwaffe am Verminen der Schifffahrtswege nach London zu hindern und alle entsprechenden Versuche zu melden.
Jede dieser Festungen ruht auf einem betonverstärkten Ponton am Meeresgrund, darüber zwei hohle Betonzylinder, die innen mit mehreren Stockwerken konstruiert wurden. Darüber eine relativ einfache Plattform, die mit jeweils zwei 3,7"-(94 mm)-MK2c-Flak-Geschützen und zwei 40-mm-Bofors-Flugabwehrgeschützen ausgerüstet war.
Von den ursprünglich geplanten fünf Forts wurden aus unbekannten Gründen insgesamt jedoch nur vier gebaut.
- (U1) Roughs Tower setzte man am 11. Februar 1942 auf die Sandbank Rough Sands.
 51° 53′ 40″ N, 1° 28′ 57″ O
- (U2) Sunk Head Tower, gelegentlich auch scherzhaft als Churchill One bezeichnet, folgte Anfang Juni 1942.
 51° 46′ 51″ N, 1° 30′ 21″ O
- (U3) Tongue Sands wurde am 17. Juni 1942 fertiggestellt und zehn Tage später in Position geschleppt.
 51° 29′ 55″ N, 1° 22′ 11″ O
- (U4) Knock John Tower war am 16. Juli 1942 fertiggestellt und erreichte seine Position am 1. August 1942.
 51° 33′ 42″ N, 1° 9′ 40″ O

## Maunsell Army Forts

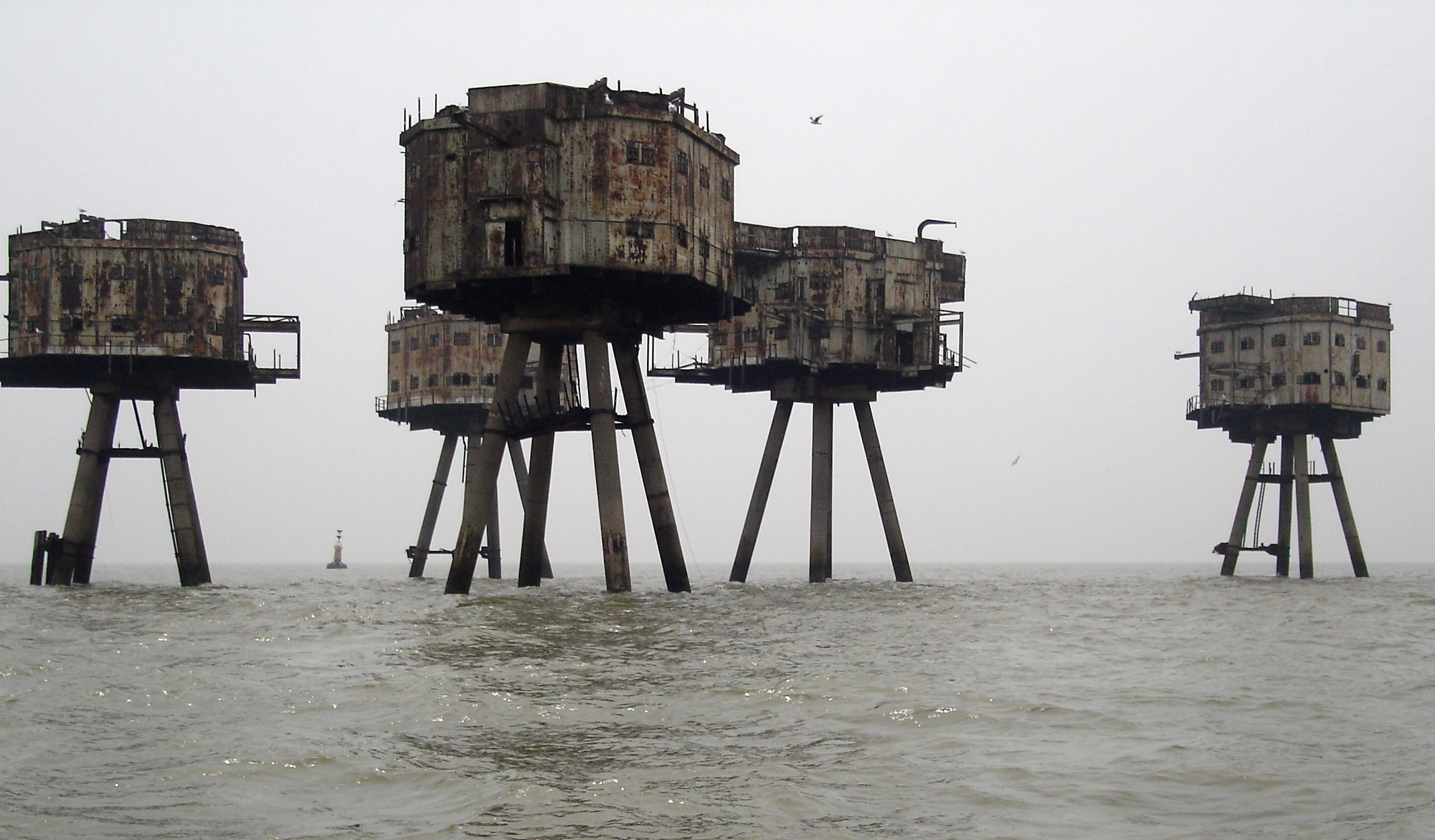
Ein Army Fort, Maunsell Sea Fort

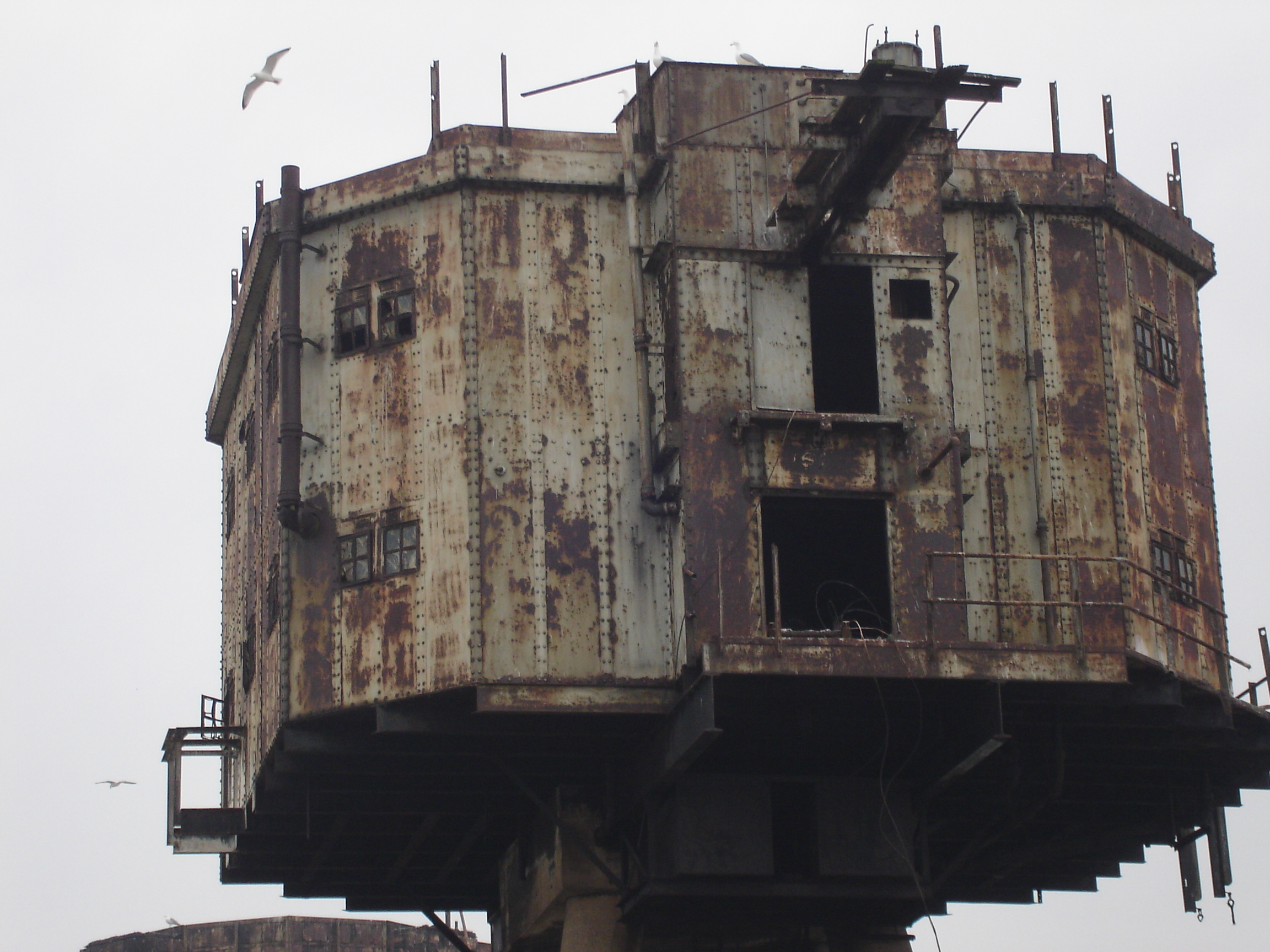
Nahaufnahme eines Turms

Im Anschluss an die Fertigstellung der Festungen für die Navy erhielt Maunsell einen weiteren Auftrag. Er sollte für die British Army sechs neue Konstruktionen entwerfen, von denen je drei für die Mündung der Themse und des Mersey vorgesehen waren. Sie sollten nun direkt zur Flugabwehr deutscher Bomber dienen, deren Angriffe die flussaufwärts gelegenen Werftanlagen von London bedrohten.
Sein Entwurf sah schließlich für jede Festung sieben zweistöckige Türme vor, die lediglich durch Laufstege aus Stahlröhren miteinander verbunden sein sollten: einen Turm mit Leitstand, der von vier Türmen mit MK6-3,7"-Kanonen umgeben war, außerdem noch einen Turm mit zwei 40-mm-Bofors-Geschützen und etwas abseits einen Turm mit Suchscheinwerfern. Die Türme konnten dadurch das Schema landgestützter Flugabwehrstellungen nachbilden. Erneut auf eine Konstruktion mit Ponton zurückzugreifen war jedoch nicht möglich, da die Sandbank sich unter dem Einfluss von Ebbe und Flut zu stark veränderte. Maunsell musste einen neuen Sockel entwerfen, der die Bewegung des Sandes zuließ, ohne dass sich dabei die Position der Türme zu stark veränderte.
Der Bau der drei neuen Festungen in der Themsemündung begann schon im August 1942, und bis Dezember 1943 waren alle Türme an ihrem Zielort installiert.
- (U5) Nore, zwischen Mai und Juli 1943.
 51° 25′ 45″ N, 0° 50′ 0″ O
- (U6) Red Sands, zwischen Juli und November 1943.
 51° 28′ 6″ N, 0° 59′ 6″ O
- (U7) Shivering Sands, zwischen September und Dezember 1943
 51° 29′ 57″ N, 1° 4′ 29″ O

Drei weitere Forts errichtete man plangemäß in der Mündung des Mersey.

## Bau und militärische Nutzung
Alle Forts wurden auf der Red Lion Wharf im Trockendock gebaut. Zwischen Februar 1942 bis Dezember 1943 in relativ kurzer Folge fertiggestellt wurden sie nacheinander an ihre Zielpositionen geschleppt und versenkt. Bis einen Monat nach Kriegsende verrichteten sie vollen Dienst. Angeblich zerstörten allein die Seefestungen in der Themsemündung im Zweiten Weltkrieg ein Schnellboot, 22 Flugzeuge und 31 V1-Flügelbomben.
Nach Kriegsende wurden die Festungen jedoch nicht mehr gebraucht. Bereits am 14. Juni 1945 wurden sämtliche Stationen stillgelegt und die Besatzung auf kleinere Mannschaften zur Wartung und Instandsetzung reduziert.
Bis Ende der 1950er Jahre wurden die Stationen dann nach und nach endgültig aufgegeben, die Geschütze demontiert und die letzten Besatzungen vollständig abgezogen.

## Folgejahre
In den folgenden Jahren gingen mehrere Plattformen verloren:
- Am 1. März 1953 wurden zwei Türme von Nore bei einem Zusammenstoß durch das schwedische Schiff Baalbeck zerstört. Nachdem 1954 auch die Mairoula M mit der Station kollidierte, betrachtete man die verbliebenen Trümmer als Gefahr für die Schifffahrt. Bis 1960 wurden die gesamten Aufbauten demontiert und vor die Küste bei Alpha Wharf, Kent geschleppt, wo auch heute noch die Trümmer zu sehen sind. Die Betonstelzen wurden gesprengt.
- Am 7. Juni 1963 kollidierte das Küstenschiff Ribersborg mit dem Fort Shivering Sands, wodurch ein Geschützturm zerstört wurde.
- Sunk Head wurde in den 1960er Jahren abgerissen, kurz nach der Besetzung von Rough Sands, vermutlich, um hier eine weitere Besetzung zu verhindern.
- Tongue Sands brach 1996 während eines Sturmes zusammen, nachdem es schon längere Zeit beschädigt gewesen war.

Von 1964 bis 1967 besetzten mehrere Piratensender die verlassenen Plattformen:
- Am 27. Mai 1964 startete Screaming Lord Sutch mit Radio Sutch aus einem Geschützturm von Shivering Sands.

- Von Red Sands sendete zunächst Radio Invicta, später in KING Radio umbenannt, bevor Ted Allbeury das wesentlich professionellere Radio 390 auf einer Wellenlänge von etwa 390 Metern ausstrahlte. Die Danger Man-Episode „Not-so-Jolly Roger“ wurde 1966 teilweise auf Red Sands gedreht und das Filmteam bedankt sich bei Radio 390 im Abspann. Red Sands befindet sich heute in Privatbesitz.[2]

- Eine Gruppe von Radioenthusiasten gründete Radio Tower auf Sunk Head, konnte sich aber finanziell nicht über Wasser halten und gab nach wenigen Monaten wieder auf.

- Paddy Roy Bates eroberte Knock John von den Betreibern von Radio City, die dorthin umzuziehen beabsichtigten, und sendete ab Oktober 1965 Radio Essex, später umbenannt in Britain's Better Music Station bis zum 25. Dezember 1966.

Roughs Tower wird seit 1967 von Paddy Roy Bates bzw. dessen Nachfolgern besetzt gehalten. Bates hatte darauf das Fürstentum Sealand gegründet.
Das Projekt Seatribe versucht die anderen Plattformen, die inzwischen abgerissen werden sollen, zu retten.